# Von Podbielski (Schiff)
Die Von Podbielski war ein 1899 in Schottland gebauter Kabelleger, der von den Norddeutschen Seekabelwerken betrieben wurde. Sie war benannt nach dem damaligen Leiter des Reichspostamts, Victor von Podbielski.

## Geschichte
Die Von Podbielski wurde im Februar 1900 nach erfolgreicher Probefahrt von der Werft David J. Dunlop & Co. in Port Glasgow abgeliefert und als erster deutscher Kabelleger für die Norddeutschen Seekabelwerke in Dienst gestellt.
Die Von Podbielski verlegte 1900 das Telegrafenkabel von Tsingtau (heute Qingdao) nach Shanghai, 1901 das Kabel von Borkum nach Bacton (England) und 1903 das Kabel von Tschifu (China) nach Dagu (Tianjin, China) und war beteiligt an der Verlegung des zweiten deutschen Telegrafenkabels von Borkum nach New York, 1903 an der Verlegung von Greetsiel – Borkum – Faial, Azoren, und 1904 nach New York. Anschließend verlegte sie im Schwarzen Meer das Kabel von Konstanza nach Konstantinopel.
1905 wurde die Von Podbielski in die Niederlande verkauft, in Telegraaf umbenannt und in Niederländisch-Indien (Indonesien) eingesetzt, wo sie noch im gleichen Jahr das Kabel von Balikpapan (Borneo) nach Makassar (Sulawesi) verlegte. 1924 wurde sie verkauft und in Japan abgewrackt.

## Technische Daten
Die Von Podbielski war mit zwei durchlaufenden Decks ausgestattet, hatte einen Klippersteven und wurde von zwei Dreifach-Expansionsdampfmaschinen mit insgesamt 1.175 kW Leistung angetrieben. Die zwei Zylinderkessel arbeiteten mit einem Druck von 12 bar und jeder hatte einen eigenen Schornstein.
Die Von Podbielski hatte eine Kabelablauf- und -aufnahmerolle am Bug und eine Kabelablaufrolle am Heck und dort auch jeweils eine Kabelmaschine von Johnson & Phillips. Die Kabel wurden in drei Kabeltanks mit rund 580 m³ Inhalt untergebracht.